# Spotthuva
En spotthuva eller spottluva är ett tvångsmedel i form av en huva som träs över huvudet på en person för att förhindra personen att spotta på någon eller något. Den kan liknas vid det flor som biodlare har.
Förespråkare menar att spotthuvor skyddar personal från att exponeras för allvarliga infektioner som hepatit.
Spotthuvor har kritiserats för att bryta mot riktlinjer för mänskliga rättigheter och kritiker kallar huvorna primitiva, grymma och nedvärderande. Vissa brittiska polischefer har privat uttryckt oro för att huvorna påminner om de huvor som används vid fånglägret på Guantánamobasen. När citypolisen i London (Metropolitan Police Service) beslutade att införa spotthuvor fördömdes det av Amnesty International, medborgarrättsgruppen Liberty och Inquest. Flera stora brittiska poliskårer har valt att förbjuda spotthuvor.
Spotthuvor kan vara livsfarliga när någon läggs ned mot marken och hålls fast. Eftersom hälften av dem som dör i fasthållningar dör av syrebrist vill man undvika allt som bromsar andningen.

## Spotthuva i Sverige
År 2016 uppmärksammades att spotthuvor hade förekommit på ungdomshem när ungdomar har blivit nedlagda och fasthållna. Spotthuva används idag av bland annat svenska polisen i yttre tjänst. 